# Општина Муереаска (Валча)
Муереаска (рум. Muereasca) општина је у Румунији у округу Валча.
Oпштина се налази на надморској висини од 423 m.